# 大炊御門冬輔
大炊御門 冬輔（おおいのみかど ふゆすけ）は、鎌倉時代中期の公卿。内大臣・大炊御門冬忠の二男。官位は正二位・権中納言。

## 経歴
以下、『公卿補任』、『尊卑分脈』の記事に従って記述する。
- 建長5年（1253年）1月5日　叙爵
- 建長6年（1254年）1月5日　叙従五位上[2]
- 建長8年（1256年）1月26日　任侍従。同年7月20日、叙正五位下。
- 正嘉元年（1257年）9月8日　任左少将
- 正嘉2年（1258年）1月13日　兼加賀権介
- 正元元年（1259年）1月6日　叙従四位下[3]。同月21日、還任。同年11月21日、叙従四位上[4]。
- 文応元年（1260年）6月14日　転右中将。同年11月15日、叙正四位下。
- 弘長元年（1261年）10月1日　転左中将[5]
- 弘長2年（1262年）7月23日　右中将に移る[6]。同月12日、禁色を許される。
- 文永7年（1270年）11月17日　叙従三位。右中将は元の如し。
- 文永8年（1281年）2月1日　兼美濃権守
- 文永9年（1272年）1月5日　叙正三位
- 文永11年（1274年）4月5日　任参議、兼右中将美濃権守。
- 文永12年（1275年）1月18日　兼周防権守
- 建治3年（1277年）1月5日　叙従二位[7]。同年9月13日、任権中納言。
- 弘安元年（1278年）3月23日　帯剣を許される
- 弘安4年（1281年）1月5日　叙正二位
- 弘安9年（1286年）9月2日　権中納言を辞退
- 延慶元年（1308年）薨去または出家か[8]

## 系譜
- 父：大炊御門冬忠（1218-1268）
- 母：藤原資季の養女?
- 妻：不詳
  - 男子：定助
  - 男子：大炊御門忠藤